# Xã Mason, Quận Marion, Missouri
Xã Mason (tiếng Anh: Mason Township) là một xã thuộc quận Marion, tiểu bang Missouri, Hoa Kỳ. Năm 2010, dân số của xã này là 13.438 người.